# RYINA
RYINA（リィナ）は、日本の女性アーティスト、シンガーソングライター、作曲家。

## 略歴
2016年
- 3月　1st Mini Album『君がいたから』でデビュー。アルバム内の「茜色に染まる前に」のMVが公開され、同時にカラオケでの配信が決定し、曲間CMが流れる。
- 10月28日　南青山Future SevenにてFirst Liveを開催。
- 12月17日　鎌倉LOOPにて自身初となるワンマンLIVEを開催。

2017年
- 1月　調布FM 「ゆうがた5」インディーズPUSH×2のコーナーに1月のピックアップアーティストとして３週に渡って特集され、同月16日にはゲスト出演を果たす。
- 4月21日　FMうらやすにて自身初のラジオレギュラーパーソナリティ番組「Diamond Saturday」がスタート。
- 4月23日　代官山LOOPにてワンマンライブを開催。
- 6月24日　◇RYINA 2nd DVD ～Just the way you are～ 発売。
- 7月29日　渋谷マウントレーニアホールでワンマンライブを開催。
- 12月17日　代官山LOOPにてワンマンライブを開催。

2018年
- 5月16日　「One Chance!」「そのままの君を」を収録した待望の2nd Singleをリリース。
- 6月22日　 3rd Single「☆Punch☆」リリース開始。
- 7月15日　渋谷マウントレーニアホールでワンマンライブ開催。
- 12月15日　代官山LOOPにてワンマンライブRYINA Concert 2018 〜☆2Years Anniversary☆〜開催。

## 音楽性
聞いている人の胸に届く音楽をモットーに切ないバラードや人の盲点を突いた場面の描写が多い作品が多数見られる。時代とともに色褪せないために生演奏を基軸としており、音源、ライヴともに生演奏にこだわる姿勢を持つ。時代はファンと共に作り上げる音楽へと変わっていくと考え、見せるだけのエンターテイメントに留まらず、リスナーやファンと共に作り上げるプロジェクトを大きく掲げている。

## 主な作品

### アルバム
| 種別 | リリース      | タイトル     | 規格 | 規格品番   |
| ---- | ------------- | ------------ | ---- | ---------- |
| EP   | 2016年3月16日 | 君がいたから | CD   | SRCJ-16001 |

#### 配信限定
| 発売日        | タイトル       | 販売形態               |
| ------------- | -------------- | ---------------------- |
| 2017年12月9日 | 未来地図       | デジタル・ダウンロード |
| 2017年12月9日 | Special Day    | デジタル・ダウンロード |
| 2018年5月16日 | One Chance!    | デジタル・ダウンロード |
| 2018年5月16日 | そのままの君を | デジタル・ダウンロード |
| 2018年6月22日 | ☆Punch☆        | デジタル・ダウンロード |

### 映像作品
| 種別         | リリース      | タイトル                     | 規格 | 規格品番   |
| ------------ | ------------- | ---------------------------- | ---- | ---------- |
| ライブビデオ | 2017年6月24日 | RYINA ~Just the way you are~ | DVD  | SRDJ-16023 |